# 德司达
德司达（DyStar）是德國一家纺织品染料生产商。德司达成立於1995年，當時拜耳及霍伊斯特公司持有公司一半的股份，而且當時公司總部位於德国法兰克福。原本這兩家公司都有纺织品染料业务，德司達成立後兩家公司都退出了纺织品染料业务。2000年，該公司收購了巴斯夫的纺织染料业务。2004年， Platinum Equity收购了德司达。 2010年2月，德司达被 Kiri Dyes and Chemicals (KDCL) 收購。